# Bagana
Bagana és un volcà actiu situat al centre de l'illa de Bougainville, l'illa més gran de les illes Salomó, al nord-est de Papua Nova Guinea. És un dels volcans més actius i joves d'aquesta part d'Oceania. Des del 2000 es troba en erupció. És un dels 17 estratovolcans posteriors al Miocè a Bougainville.
El Bagana presenta un con simètric que s'eleva fins als 1.855 msnm, i està format per l'acumulació de colades de lava andesítiques viscoses. El con es podria haver format en uns 300 anys al ritme actual de producció de lava. Les seves erupcions són poc explosives i produeixen colades de lava andesítiques en forma de lòbul que baixen del cràter per tots els costats d'aquest con simètric.
La seva primera erupció documentada pels europeus va tenir lloc el 15 de març de 1842.